# Гай Атілій Регул Серран
Гай Аті́лій Регу́л Серра́н (лат. Gaius Atilius Regulus Serranus; ? — після 250 р. до н. е.) — політичний та військовий діяч Римської республіки, учасник Першої Пунічної війни, консул 257 і 250 років до н. е.

## Життєпис
Походив з впливового плебейського роду Атіліїв. Першим з роду прийняв агномен Серран. Син Марка Атілія Регула, консула 294 року до н. е. У 257 році до н. е. його було обрано консулом разом з Гнеєм Корнелієм Блазіоном. Того часу точилася Перша пунічна війна з Карфагеном. Регул очолив римський флот проти карфагенян. Він завдав спочатку поразки при Ліпарських островах, захопивши острів Ліпара, а згодом розбив карфагенській флот поблизу міста Тіндаріс. За цю звитягу Гай Атілій отримав тріумф.
У 250 році до н. е. його вдруге було обрано консулом разом з Луцієм Манлієм Вульсоном Лонгом. Під час цієї каденції Регул очолював облогу міста Лілібей на Сицилії, але без успіху. Подальша доля його невідома.

## Родина
- Батько — Марк Атілій Регул — консул 294 до н. е.
- Брат — Марк Атілій Регул — консул 267 до н. е., консул-суффект 256 до н. е.
- Син — Гай Атілій Серран, претор 218 року до н. е.

Племінники:
- Марк Атілій Регул — консул 227 до н. е. та 217 до н. е., цензор 214—213 до н. е.
- Гай Атілій Регул ('Gaius Atilius M.f. M.n. Regulus') — консул 225 до н. е., вбитий у Теламонській битві 224 до н. е.